# Ripuarische Dialekte

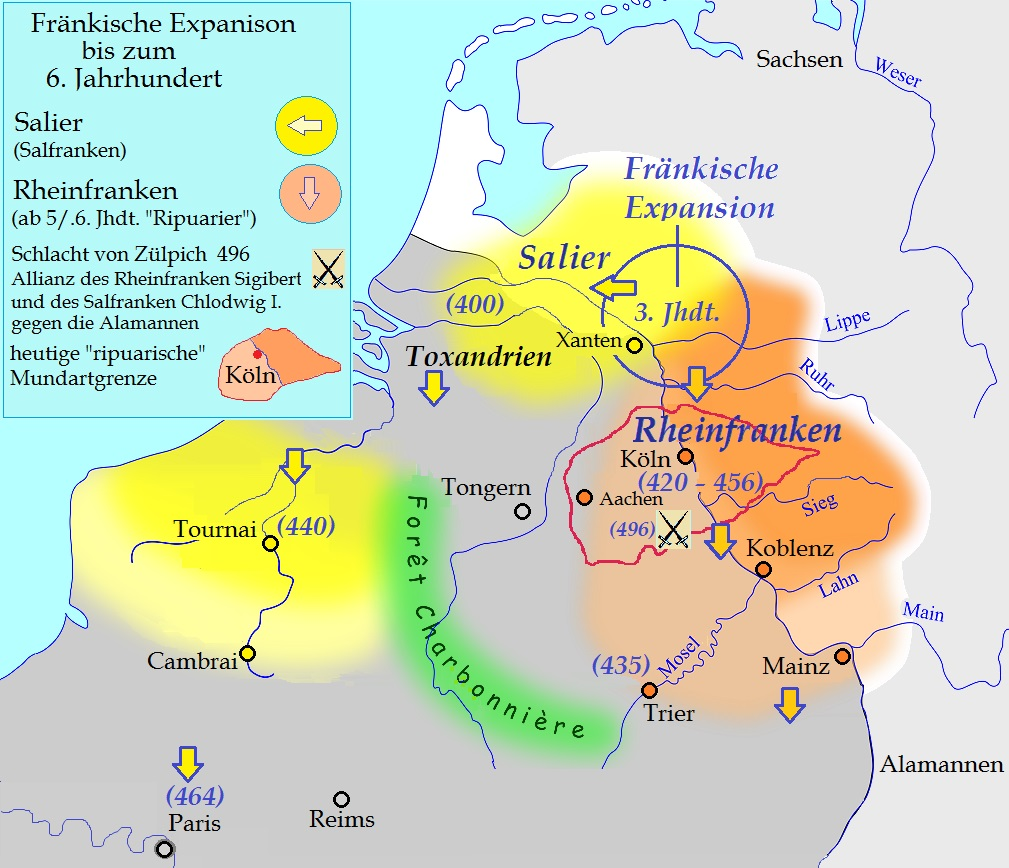
Ausbreitung der Sal- und Rheinfranken bis zum 5./6. Jahrhundert

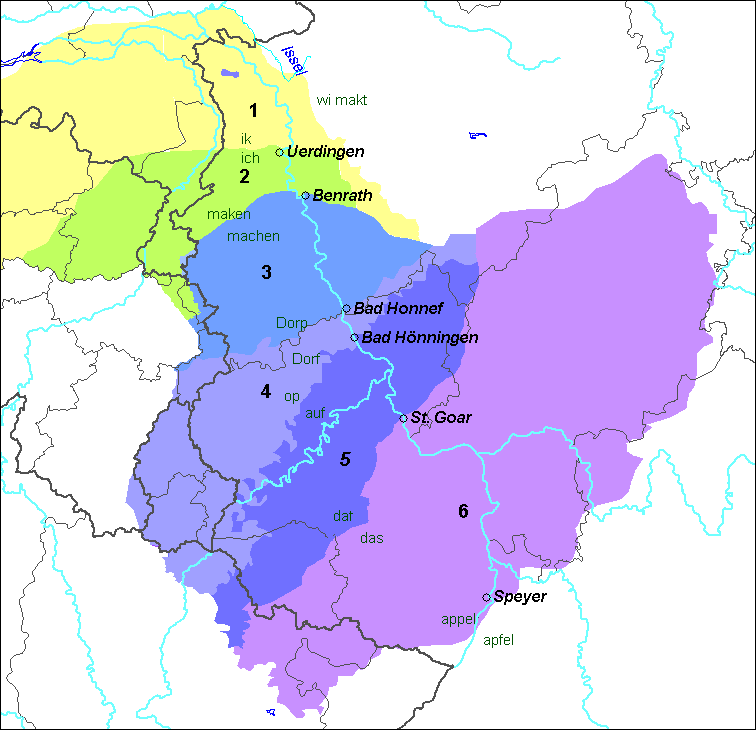
Der Rheinische Fächer:
1: Nordniederfränkisch (darunter Kleverländisch)
2: Südniederfränkisch (darunter Limburgisch)
3: Ripuarisch
4: nördliches Moselfränkisch
5: südliches Moselfränkisch
6: Rheinfränkisch

Ripuarisch (von lateinisch ripa ‚das Ufer‘) – auch Ripwarisch, Ribuarisch oder Nordmittelfränkisch – ist eine kontinentalwestgermanische Dialektgruppe. Es ist die Eigentliche der drei großen Rheinisch genannten Sprachgruppen, unter denen es räumlich und im Dialektkontinuum des Rheinlandes eine Mittelstellung einnimmt zwischen dem Niederrheinischen am Niederrhein, das wie die niederländische Sprache zum Niederfränkischen zählt, und dem südlich angrenzenden moselfränkischen Dialektraum, welcher wie die ripuarischen Dialekte in manchen Fällen der westmitteldeutschen Sprachengruppe zugerechnet wird. Der ripuarische Sprachraum umfasst die Umgebung der Städte Köln, Bonn und Aachen.
Sprachgeschichtlich wie phonetisch am nächsten verwandt ist das Südniederfränkische, eine in Nordbelgien und der südostniederländischen Provinz Limburg sowie einem schmalen Streifen von Heinsberg bis zum Niederrhein in Deutschland verbreitete niederfränkische Varietät. Diese genießt in den Niederlanden den offiziellen Status als Minderheitensprache nach der EU-Charta.

## Herkunft
Ab Mitte des 3. Jahrhunderts schlossen sich germanische Stämme am unteren Rheinlauf zu dem neuen Großstamm der Franken zusammen. Der Teilstamm der Salier drang über Toxandrien nach Nordgallien ein. Andere Teilstämme zogen vom Niederrhein zum Mittelrhein. Als Bezeichnung für die Stämme der Rheinfranken, die sich seit dem 4. Jahrhundert an den Flussufern des mittleren Rheins, der oberen Maas, der niederen Sieg sowie an Ahr, Erft und Rur ansiedelten, kam ab dem 6. Jahrhundert der Begriff „Ripuarier“ – das heißt „Uferbewohner“ – auf. Das entsprechende Territorium wurde Ripuarien genannt. Hingegen sind die bereits im Jahre 15 vor Chr. von den Römern in Köln angesiedelten – und später romanisierten – Ubier historisch gesehen nicht zu den „Ripuariern“ zu rechnen.
Neben den Salfranken wurden die Rheinfranken zum tragenden Teilstamm innerhalb des sich herausbildenden Reichs der Franken.
Die Rheinfranken eroberten im 5. Jahrhundert Köln, das  eine Zeit lang ihre Hauptstadt wurde. Zugleich beendeten sie die Vorherrschaft des Lateinischen in diesem Teil Germaniens. Die unterworfene Kölner Bevölkerung – Nachfahren der romanisierten Ubier sowie der Galloromanen – wurde von den Rheinfranken assimiliert.
Wahrscheinlich sprachen die Franken zwischen Frankfurt am Main, Reims und Köln in jener Zeit noch ein relativ einheitliches Altfränkisch. Die Tatsache, dass eine bäuerliche Bevölkerung in diesen Landschaften zunehmend ansässig wurde, brachte es mit sich, dass sich das Altfränkische in der Folgezeit hier regional deutlich ausdifferenzierte.
Historisch gesehen gab es eine Gleichsetzung der Begriffe Rheinfranken und Ripuarier: So galt die im 7. und 8. Jahrhundert erschienene Lex Ripuaria (das Ripuarische Recht) im gesamten rheinfränkischen Raum. Auf die Mundartsprecher ist diese Gleichsetzung aber nicht übertragbar. Als „Ripuarisch“ erscheinen hauptsächlich die rheinübergreifenden Dialekte in den Kerngebieten des ehemaligen Kurköln und Jülich-Berg. Spaltungen der rheinischen Frankenstämme fanden ihren Niederschlag in abweichenden Namen für die Dialekte am Niederrhein (niederrheinisches oder niederfränkisches Platt) sowie die Mundarten an der Mosel und im Rhein-Main-Gebiet, die als „Moselfränkisch“ und „Rheinfränkisch“ bezeichnet werden – entsprechend dem vom Landschaftsverband Rheinland (LVR) herausgegebenen Rheinischen Fächer.

## Verbreitung
Die ripuarischen Dialekte sind mit dem Moselfränkischen verwandt, weisen aber auch Gemeinsamkeiten mit niederrheinischen Dialekten auf, was sie zu Übergangsdialekten macht. Die Grenzen des Dialektgebietes reichen entlang der Benrather Linie im Norden und vom Raum des Dreiländerecks im Westen bis Wildberg (Oberberg) im Osten (mit lingualen Einflüssen bis ins nördliche Siegerland). Im Süden stimmt die Dialektgrenze relativ genau mit der Landesgrenze Nordrhein-Westfalens südlich von Bad Honnef (Namensgeber der gewissermaßen signifikanten Bad Honnefer Linie) und Hennef überein. Zwei zum Norden von Rheinland-Pfalz gehörende Gebiete können allerdings noch hinzu gerechnet werden; zum einen die Region Bad Neuenahr-Ahrweiler und zum anderen die Region Linz am Rhein. Aufgrund der jahrhundertelangen Zugehörigkeit dieser Territorien zum Kurfürstentum Köln verliefe die Sprachgrenze hier rechtsrheinisch etwa zwischen Leubsdorf und Bad Hönningen. Im Westen, also linksrheinisch, setzte sie sich sodann südlich von Bad Breisig und nördlich von Brohl-Lützing als Vinxtbachlinie fort. Kennzeichnend ist in diesem von der Volkssprache der beiden großen nordrheinischen Fürstentümer geprägten Raum jedoch nicht zuletzt die ausgebliebene hochdeutsche Entlabialisierung, zumal gerundete Vokale im Nordmittelfränkischen allgegenwärtig sind. Ripuarisch wird auch im nordöstlichen und mittleren Teil des deutschen Sprachgebietes in Belgien gesprochen (das 1920 zu Belgien kam) sowie in einigen südostlimburgischen Grenzgemeinden der Niederlande, wie Kerkrade (Kerkrader Platt), Bocholtz und Vaals und Umgebung.
Die Dialekte zwischen der Benrather Linie und der weiter nördlich verlaufenden Uerdinger Linie (die „niederfränkischen ich-Dialekte“), wie das Düsseldorfer Platt, weisen viele Gemeinsamkeiten mit den ripuarischen Dialekten auf. Auch wenn sie viele niederdeutsche und niederländische Eigenarten besitzen, werden sie gelegentlich, je nach Standpunkt, noch dem Ripuarischen zugeordnet. In manchen Gebieten, wie in und um Mönchengladbach oder in der Stadt Velbert vermischen sich die verschiedenen typischen Unterschiede zwischen Ripuarisch und den Nachbardialekten in einem so breiten, stark bevölkerten Gebiet, dass eine präzise Grenzziehung ohnehin schwierig und relativ willkürlich ist.
Vor allem niederländische Autoren betrachten den niederfränkischen und ripuarischen Sprachraum gemeinsam als eine relativ starke sprachliche Einheit.

## Varianten
Am bekanntesten sind die kölschen Dialekte des Ripuarischen, einschließlich der landkölschen. Die übrigen Dialektvarianten weisen meist die Bezeichnung „Platt“ im Namen auf, so das Öcher Platt, Hommersch Platt, Dürener Platt und Eischwiele Platt, und so fort.
Der Wortschatz der Unterdialekte wurde im Rheinischen Wörterbuch beschrieben. Die lokalen Varietäten unterscheiden sich zum Teil gravierend in der Semantik und Lexik, in der Aussprache und einigen grammatikalischen Eigenheiten. Generell ist dabei zu beobachten, dass benachbarte Varianten meist recht ähnlich klingen und eine gute gegenseitige Verständlichkeit besteht, während dies, typisch für ein Dialektkontinuum, bei räumlich weiter auseinanderliegenden durchaus nicht der Fall sein muss, was bis zur gänzlichen Unverständlichkeit reichen kann. Relativierend sollte dazu gesagt werden, dass im Bedarfsfall die „entfernten“ Dialekte, zumindest passiv-verstehend, meist schnell gelernt werden können.
Die ripuarischen Dialekte werden gelegentlich grob eingeteilt in westripuarische im Großraum Aachen und der südwestlichen Eifel, zentralripuarische im Bereich Köln, Bonn, Neuss sowie die vor allem im südlichen Teil des Bergischen Landes gesprochenen bergischen Dialekte. Mit dieser Einteilung korrespondiert in vielen Fällen die jeweils übliche Partikel, die entsprechend dem hochdeutschen „nicht wahr?“, dem schweizerdeutschen „oder?“, dem hessischen und teilweise oberdeutschen „gell?“, oder dem Englischen „is it?“, „isn't it?“ an Sätze angehängt wird. Im Westripuarischen ist das überwiegend ein „wa!?“ bis „waach?“ mit sehr schwachem „ch“, im Zentralripuarischen geht dieses von einem „ne“ mit  kurzem, fast tonlosen „e“ bis zum „neejet“, während im südlichen Bergischen „woll“ bis „wohl“ vorherrscht, wenn eine solche Partikel überhaupt verwendet wird. Das „woll“-Gebiet setzt sich östlich und nach Norden ins Sauerländische und das übrige Südwestfälische hinein fort.
Es sind gut tausend ripuarische Varietäten aus unterschiedlichen Orten oder Ortsteilen bekannt.

### Dialektgebiete
- nördliche Eifel
- mittleres Erft- und Rurgebiet mit der Umgebung von Köln
- Aachener Land
- Bergisches Land

### Verwandte Dialektgebiete
- ripuarisch-niederfränkisches Übergangsgebiet
- nordbergischer Raum von Solingen – Remscheid bis Mülheim/Ruhr

## Sprechen
Allen ripuarischen und den angrenzenden limburgischen Dialekten gemein ist, dass sie in moderatem Umfang tonale Anteile enthalten, was sie zu Tonakzentsprachen macht, und dass sie weitgehend mit einer Art Satzrhythmus gesprochen werden, gekennzeichnet durch stark wechselnde Vokallängen, gelegentlichen winzigen Pausen innerhalb mancher Worte und Silben, dafür starke Liaisonen mit Sandhi, Assimilation über Wortgrenzen, (optionalen) Vokaleinfügungen (meist ein unbetontes e) und/oder Diphthongierungen, echten und unechten Tilgungen. Die ripuarischen Satzmelodien sind deutlich ausgeprägter als die deutschen oder niederländischen und anders als die französischen. Häufig wird die Satzstellung dem „passenden“ Rhythmus und der Satzmelodie untergeordnet, insbesondere, wenn ein Wort mit hohem Tonakzent auf eine unbetonte oder per Satztyp tief zu sprechende Stelle der Satzmelodie treffen würde. In viel stärkerem Umfang als in den benachbarten Hochsprachen werden Satzmelodie, Rhythmus, Tonlage und Betonungen benutzt, um semantische Anteile in der gesprochenen Sprache zu transportieren. Nicht selten existieren von einer Wortfolge bis zu einem Dutzend lediglich unterschiedlich ausgesprochener (intonierter) Varianten, die völlig unterschiedliche Aussagen beinhalten, einschließlich ironischer Gegenteile; diese sind im Hochdeutschen manchmal nur durch zusätzliche Modalpartikeln nachzubilden oder erfordern eine vollkommen andere Wortwahl.

## Schreiben
Obwohl ein erheblicher Schatz an mundartlicher Literatur und Liedguts auf Ripuarisch besteht, gilt es als schwierig, die gesprochene Sprache adäquat niederzuschreiben. Naheliegenderweise gibt es bei weit über hundert stark unterschiedlichen Dialekten keine einheitliche Schreibweise und es herrscht weitgehend der Zustand wie vor der Vereinheitlichung der deutschen bzw. niederländischen Rechtschreibung, bei dem jedermann schreibt, wie er glaubt, dass es dem Gesprochenen entspräche, in der Hoffnung, die Anderen werden es schon richtig verstehen können. Lediglich für Kölsch hat es in jüngster Zeit unter anderem durch die Akademie för uns Kölsche Sproch verschiedene Versuche einer Festlegung gegeben, die allgemein jedoch bisher wenig Beachtung fanden.
Mit der Rheinischen Dokumenta wurde in den 1980er Jahren eine einfache Lautschrift entwickelt, mit der sich die ripuarischen Dialekte, und andere, recht getreu notieren lassen. Sie erfasst in der üblicherweise benutzten Weise keine Tonakzente. Sie kann 25 Vokale und 26 Konsonanten darstellen; es fehlen aus einer strikten phonologischen Sicht lediglich ein Vokal (das o-Schwa [ɐ̯]), ein charakteristischer Zischlaut (das [ɕ], stimmloser alveolopalataler Frikativ), der kaum relevante Glottalverschluss, und die tonalen Eigenschaften. Trotz einer Reihe von Publikationen wurde sie in der breiteren Öffentlichkeit nicht wahrgenommen.

## Phonetische und phonologische Eigenschaften

### Chroneme
Im Ripuarischen, wie im angrenzenden Moselfränkischen, kennt man im normalen Sprachverlauf drei Vokalchroneme, die meist als „kurz“, „lang“ und „überlang“ bezeichnet werden, gelegentlich auch als „kurz“, „mittel“, „lang“, bzw. „gedehnt“. Bei den Konsonanten gibt es zwei Längen, die höchst selten Bedeutungen unterscheiden, oft aber Wörter von Nichtwörtern. Zum Vergleich: Das Deutsche kennt zwei Vokallängen und eine der Mitlaute, die im Ripuarischen häufige Konsonantengemination findet nicht statt.

### Phone
Der Phonvorrat der ripuarischen Dialektgruppe umfasst etwa den des Hochdeutschen, des Niederdeutschen und des Niederländischen zusammen genommen, dazu weitere, die ungefähr mit den Limburgischen übereinstimmen, und einige eigene. Es gibt allerdings im ripuarischen Vokalismus lokale Unterschiede und überwiegend eine kleinere Variationsbreite der Allophone sowie deutlich weniger Positionsabhängigkeiten als im Standard- und Niederdeutschen oder im Niederländischen. Dass so nahezu jede theoretisch denkbare Lautpaarung auch in Worten vorkommen oder zumindest in Logatomen „realisiert“ werden kann, lässt die ripuarischen Dialekte für die Ohren deutscher Muttersprachler aus entfernteren Dialektgebieten leicht fremdartig klingen.
Eine weitere Besonderheit der ripuarischen Dialekte ist, dass es den Anlaut und den Auslaut ‚G‘ prinzipiell nicht gibt. Weder im Wörterbuch Neuer kölnischer Sprachschatz von Adam Wrede noch im Aachener Sprachschatz von Will Hermanns, oder im Buch Dürener Platt von Josef Heinrichs existiert ein Kapitel ‚G‘. Während inlautend ein gg konserviert sein kann, wird meist ein im Hochdeutschen anlautendes G als J realisiert, im Auslaut folgt nach hellem Vokal typischerweise ein Zischlaut wie [ɕ] sowie nach dunklem Vokal der Ach-Laut (‚ch‘).

## Bedeutung im Alltag
Die Bedeutung der ripuarischen Mundarten im Alltag ist regional sehr unterschiedlich, jedoch nahezu überall rückläufig. Auf dem Land, wo vor dem Zweiten Weltkrieg noch weitgehend der jeweilige Ortsdialekt die Umgangssprache zumindest der Einheimischen untereinander war, wurde dieser inzwischen durch den rheinischen Regiolekt oder das Standarddeutsche ersetzt. Dennoch ist in nicht wenigen Orten der Dialekt durchaus noch vorhanden. Er wird besonders in der Karnevalszeit, beim Schützenfest, zur Kirmes, aber durchaus auch zu anderen Gelegenheiten sozusagen wieder hervorgeholt. Dabei lassen sich oft merkwürdige öffentliche Diglossien beobachten, zum Beispiel wenn von einer Mundartband eine erklärende Ansage in reinem Hochdeutsch oder bestenfalls im Regiolekt gemacht wird, und danach der ganze Saal mit der Gruppe zusammen das angekündigte Lied in einem ripuarischen Dialekt singt, um sofort danach wieder ins Hochdeutsche zu verfallen.

### Kunst und Kultur
In der Mundartliteratur und -poesie in professionellen, wie Laientheatern und Spielkreisen, gelegentlich in Mundartvereinen, im karnevalistischen Liedgut wie in der Büttenrede und seit den 68ern verstärkt durch Musikgruppen wird ein Teil der Dialekte weiter lebendig gehalten. Das gelingt sehr unterschiedlich.
Auch in der hochdeutschen Literatur tauchen ripuarische Begriffe oder Sprechweisen auf, naturgemäß meist bei Autoren aus der Region, wo sie gesprochen werden – als wichtiges Stilmittel beispielsweise in Bölls Novelle „Ende einer Dienstfahrt“.
Mit dem Segen der Erzdiözese feiert man in einigen Kirchen und im Kölner Dom gelegentlich die heilige Messe, mit Ausnahme vorgeschriebener, unantastbarer Riten, teilweise im lokalen Dialekt, Predigten eingeschlossen.

### Werbung
Regionale oder lokale Werbung mit Dialekt-Slogans ist durchaus üblich. „Mer mulle nit, mer fahre mët“ bei den Verkehrsbetrieben der Stadt Aachen. „Mir mache ons lang für üch“ bei den Stadtwerken Düren. Die Sparkasse KölnBonn wirbt mit: „För üch do.“ Mit einer der wohl erfolgreichsten plakatierten Werbekampagnen der Nachkriegszeit: „Küppers Kölsch em Köhlschrank is esu jot wie ene eijene Köbes em Hus“ und ähnlichem, eroberte die Wuppertaler Brauerei Wicküler den Kölner Markt. Ebenfalls aus Köln: „Dat Wasser vun Kölle es jot“, welches den örtlichen Wasserwerken neben viel Hohn und Spott auch Jahrzehnte währende Aufmerksamkeit bescherte, nicht zuletzt durch Parodien, wie beispielsweise im Lied „Dat Wasser vun Kölle“ der Bläck Fööss, getextet von Hans Knipp.

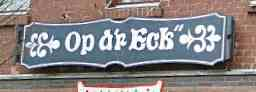
Wirtshausschild: Op d’r Eck (Auf der Ecke)

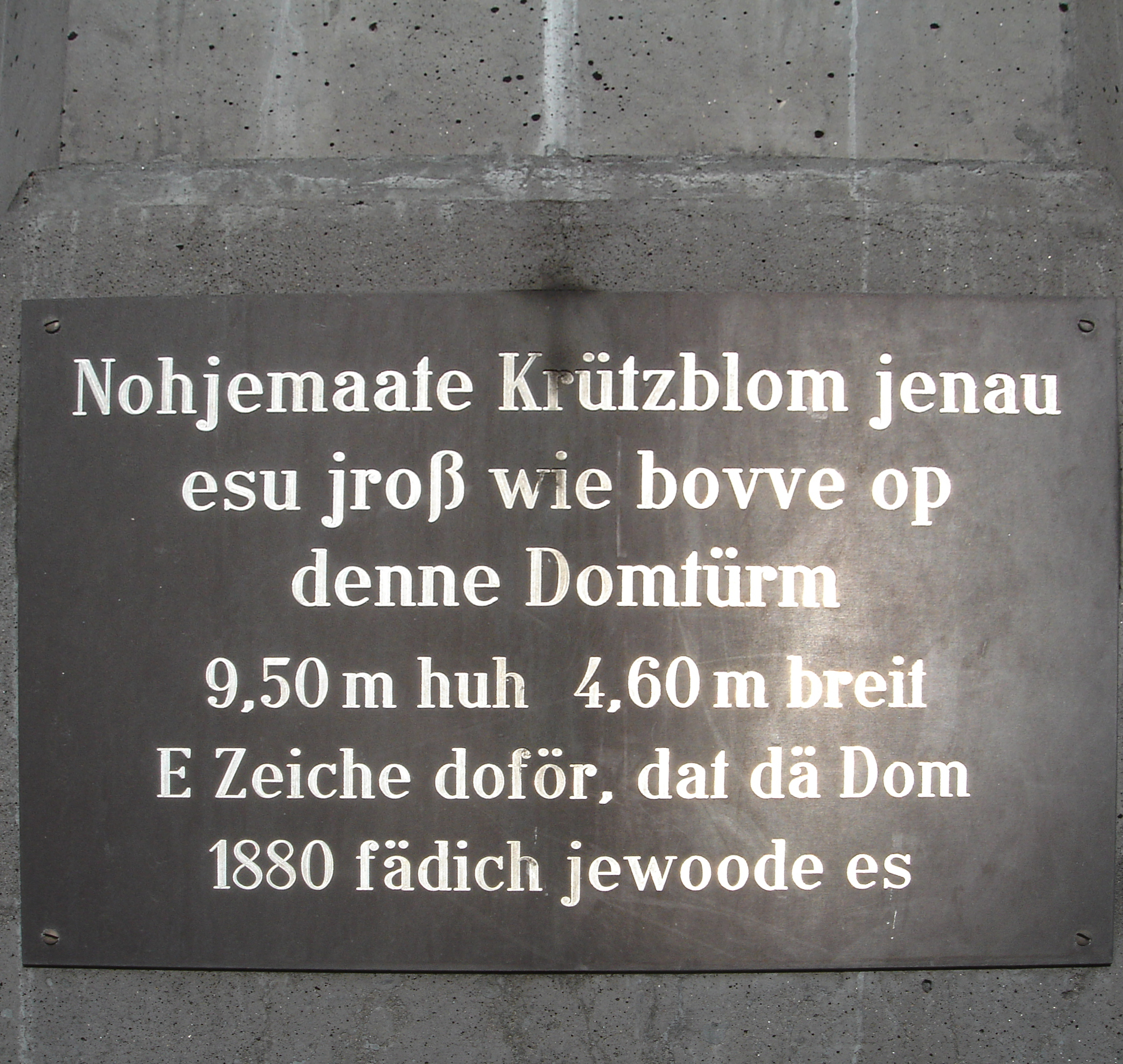
Inschrift an einem Monument vor der Westseite des Kölner Doms, auf Hochdeutsch: „Nachgemachte Kreuzblume, genauso groß wie oben auf diesen Domtürmen, 9,50 m hoch 4,60 m breit. Ein Zeichen dafür, dass der Dom 1880 fertig geworden ist.“

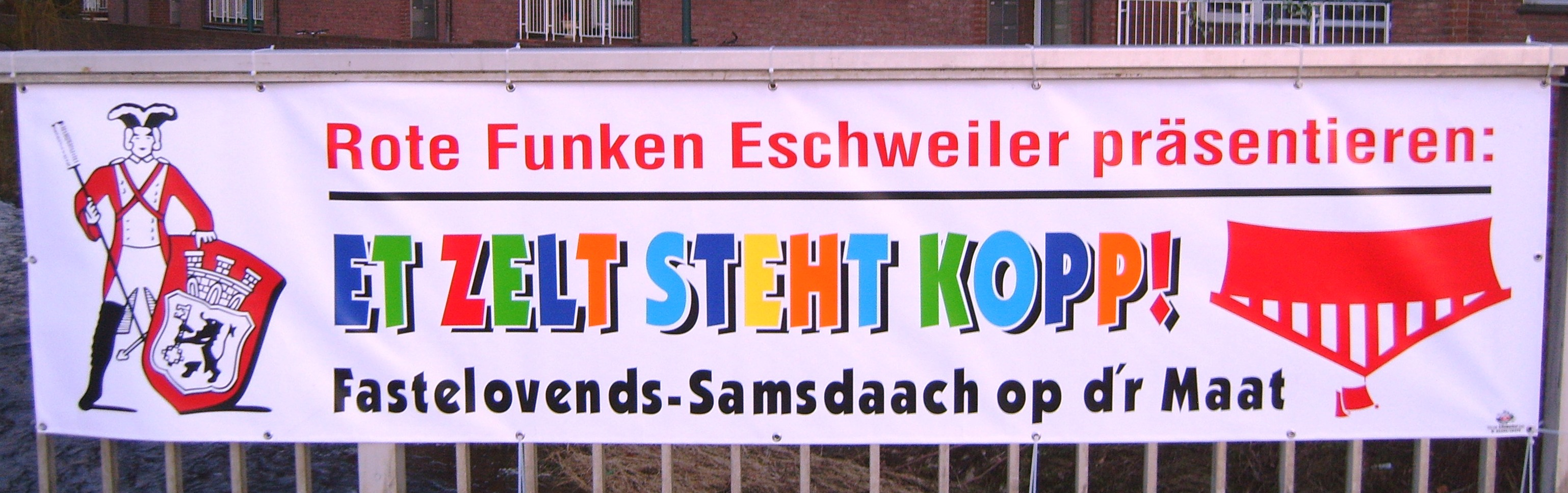
Karneval: Et Zelt steht Kopp
Fastelovends-Samsdaach op d’r Maat
(Das Zelt steht kopf am Karnevalssamstag auf dem Markt)

### Schilder und Inschriften
Zahlreiche Schilder und Hinweistafeln werden im Dialekt gehalten, etwa „Trick“ und „Däu“ auf den Türen des Kölner Gürzenichs, auch Gaststättennamen wie „beim Jupp“ und „em Büjeliese“ und Inschriften oder Erklärungen, die an historischen Orten, Plätzen, bedeutenden Gebäuden sowie Denkmälern zu finden sind.

### Einfluss auf das Hochdeutsche
In der Zeit nach dem Zweiten Weltkrieg haben einige Wörter aus dem Ripuarischen über ihre Regiolektvariante Eingang und Verbreitung in der standarddeutschen Umgangs- und teilweise auch Schriftsprache gefunden. Beispiele dafür sind poppen, das Knöllchen, der Flachmann, der Kabänes und der (Karnevals-)jeck sowie das Adjektiv pingelig.
Im Rheinischen Regiolekt und teilweise darüber hinaus tauchen über dreitausend Wörter auf, wie „titschen“, „piddeln“, „usselich“, „iggelich“, „Pittermännchen“ und „Flappmann“, deren ripuarischer Ursprung den Einheimischen in aller Regel überhaupt nicht bewusst ist, die deshalb für hochdeutsche Wörter gehalten und entsprechend benutzt werden.
Zwischen diesen beiden Gruppen liegen solche Wörter, deren Herkunft in der Regel bekannt ist, deren Verbreitung inzwischen die ihres ursprünglichen ripuarischen Dialekts weit übersteigt, wie etwa „Lallbacke“, „Köbes“, „Fiese Möpp“ und „(kölscher) Klüngel“, „kölscher Kaviar“, und so weiter.